# نيو كاسل (نيويورك)
نيو كاسل (بالإنجليزية: New Cassel CDP, New York)‏ هي منطقة سكنية تقع بولاية نيويورك في الولايات المتحدة. تبلغ مساحتها 3.8 كم2، وترتفع عن سطح البحر 37 م، بلغ عدد سكانها 14,059 نسمة في عام 2010 حسب إحصاء مكتب تعداد الولايات المتحدة وتصل الكثافة السكانية فيها 3,699.7 نسمة لكل كيلومتر مربع (9,582.2/ميل2).

## التركيبة السكانية
حدّد مكتب تعداد الولايات المتحدة بيانات التركيبة السكانية لنيو كاسل في تعداد الولايات المتحدة. في ما يلي، التركيبة السكانية حسب تعدادي 2000 و2010.

### تعداد عام 2000
بلغ عدد سكان نيو كاسل 13,298 نسمة بحسب تعداد عام 2000، وبلغ عدد الأسر 2,972 أسرة وعدد العائلات 2,449 عائلة مقيمة في المنطقة السكنية. في حين سجلت الكثافة السكانية 3,499.5 نسمة لكل كيلومتر مربع (9,063.7/ميل2). وبلغ عدد الوحدات السكنية 3,067 وحدة بمتوسط كثافة قدره 807.1 لكل كيلومتر مربع (2,090.4/ميل2).
وتوزع التركيب العرقي للمنطقة السكنية بنسبة 31.64% من البيض و47.32% من الأمريكيين الأفارقة و0.45% من الأمريكيين الأصليين و1.41% من الأمريكيين ذوي الأصول الآسيوية و0.05% من سكان جزر المحيط الهادئ و12.59% من الأعراق الأخرى و6.55% من عرقين مختلطين أو أكثر و41.11% من الهسبانيون أو اللاتينيون من أي عرق.
بلغ عدد الأسر 2,972 أسرة كانت نسبة 52.9% منها لديها أطفال تحت سن الثامنة عشر تعيش معهم، وبلغت نسبة الأزواج القاطنين مع بعضهم البعض 50.2% من أصل المجموع الكلي للأسر، ونسبة 22.9% من الأسر كان لديها معيلات من الإناث دون وجود شريك،  بينما كانت نسبة 9.3% من الأسر لديها معيلون من الذكور دون وجود شريكة وكانت نسبة 17.6% من غير العائلات. تألفت نسبة 12.7% من أصل جميع الأسر من عدة أفراد يعيشون في نفس المنزل ونسبة 7% كانت تتألف من شخص يعيش بمفرده يبلغ من العمر 65 عاماً أو أكثر. وبلغ متوسط حجم الأسرة المعيشية 4.46، أما متوسط حجم العائلات فبلغ 4.40.
بلغ العمر الوسطي للسكان 29.8 عاماً. وكانت نسبة 28.8% من القاطنين تحت سن الثامنة عشر، وكانت نسبة 12.3% بين الثامنة عشر والرابعة والعشرين عاماً، ونسبة 32.6% كانت واقعةً في الفئة العمرية ما بين الخامسة والعشرين والرابعة والأربعين عاماً، ونسبة 17.6% كانت ما بين الخامسة والأربعين والرابعة والستين، ونسبة 8.5% كانت ضمن فئة الخامسة والستين عاماً فما فوق. يوجد لكل 100 أنثى 99.2 ذكر، ويوجد لكل 100 أنثى في الثامنة عشر من عمرها فما فوق 98.4 ذكر.
بلغ متوسط دخل الأسرة في المنطقة السكنية 55,428 دولارًا، أما متوسط دخل العائلة فبلغ 55,042 دولارًا. وكان متوسط دخل الذكور 22,526 دولارًا مقابل 28,193 دولارًا للإناث. وسجل دخل الفرد الخاص بالمنطقة السكنية 15,673 دولارًا. وكانت نسبة 10.5% من العائلات ونسبة 14.8% من السكان تحت خط الفقر، وكان من هؤلاء نسبة 19.5% تحت سن الثامنة عشر ونسبة 13.7% في الخامسة والستين من العمر وما فوق.

### تعداد عام 2010
بلغ عدد سكان نيو كاسل 14,059 نسمة بحسب تعداد عام 2010، وبلغ عدد الأسر 2,974 أسرة وعدد العائلات 2,393 عائلة مقيمة في المنطقة السكنية. في حين سجلت الكثافة السكانية 3,699.7 نسمة لكل كيلومتر مربع (9,582.2/ميل2). وبلغ عدد الوحدات السكنية 3,174 وحدة بمتوسط كثافة قدره 835.3 لكل كيلومتر مربع (2,163.4/ميل2).
وتوزع التركيب العرقي للمنطقة السكنية بنسبة 26.04% من البيض و38.22% من الأمريكيين الأفارقة و0.75% من الأمريكيين الأصليين و1.42% من الأمريكيين ذوي الأصول الآسيوية و0.01% من سكان جزر المحيط الهادئ و28.35% من الأعراق الأخرى و5.20% من عرقين مختلطين أو أكثر و53.89% من الهسبانيون أو اللاتينيون من أي عرق.
بلغ عدد الأسر 2,974 أسرة كانت نسبة 53% منها لديها أطفال تحت سن الثامنة عشر تعيش معهم، وبلغت نسبة الأزواج القاطنين مع بعضهم البعض 46% من أصل المجموع الكلي للأسر، ونسبة 23.4% من الأسر كان لديها معيلات من الإناث دون وجود شريك،  بينما كانت نسبة 11% من الأسر لديها معيلون من الذكور دون وجود شريكة وكانت نسبة 19.5% من غير العائلات. تألفت نسبة 15% من أصل جميع الأسر من عدة أفراد يعيشون في نفس المنزل ونسبة 9.1% كانت تتألف من شخص يعيش بمفرده يبلغ من العمر 65 عاماً أو أكثر. وبلغ متوسط حجم الأسرة المعيشية 4.72، أما متوسط حجم العائلات فبلغ 4.61.
بلغ العمر الوسطي للسكان 30.9 عاماً. وكانت نسبة 27.7% من القاطنين تحت سن الثامنة عشر، وكانت نسبة 11.9% بين الثامنة عشر والرابعة والعشرين عاماً، ونسبة 31.9% كانت واقعةً في الفئة العمرية ما بين الخامسة والعشرين والرابعة والأربعين عاماً، ونسبة 19.2% كانت ما بين الخامسة والأربعين والرابعة والستين، ونسبة 9.3% كانت ضمن فئة الخامسة والستين عاماً فما فوق. وتوزع التركيب الجنسي للسكان بنسبة 50.8% ذكور و49.2% إناث.